# 阿呆與阿瓜：賤招拆招
是一部於2014年上映的美國喜劇電影，鮑比·法拉利和彼得·法拉利共同編劇及執導。該片為《阿呆與阿瓜系列》中的第三部電影，是1994年電影《阿呆與阿瓜》的直接續集。金·凱瑞及傑夫·丹尼爾擔任主演，在離第一部電影上映二十年後再次飾演相同角色，而其他演員還包含羅伯·里戈爾、蘿莉·荷登與凱瑟琳·特納。
《阿呆與阿瓜：賤招拆招》由環球影業在2014年11月14日於美國發行，該片收穫多數的負面評論。然而卻在商業方面取得成功，於其首映週進帳3,610萬美元，票房總計逾1.69億美元。

## 劇情
電影的背景設定於首部電影的二十年後，講述兩名愚笨，但心地善良的成年人勞埃德·聖誕（金·凱瑞 飾演）和哈利·唐尼（傑夫·丹尼爾 飾演）的故事，他們倆為了幫哈利換腎而踏上旅行，並在旅行途中遇見被收為養女的哈利女兒。

## 演員
- 金·凱瑞 飾演 勞埃德·聖誕[6]
- 傑夫·丹尼爾 飾演 哈利·唐尼
- 道爾頓·E·葛瑞（英语：Dalton E. Gray） 飾演 年輕時的哈利·唐尼
- 羅伯·里戈爾 飾演 特拉維斯和里平考隊長[7]
- 蘿莉·荷登 飾演 阿黛爾·蘋奇洛[8]
- 唐·雷克（英语：Don Lake） 飾演 羅伊·貝克醫生
- 凱瑟琳·特納 飾演 佛瑞德·菲切爾
- 史蒂芬·湯姆（英语：Steve Tom） 飾演 伯納德·蘋奇洛博士[8]
- 瑞秋·梅爾文（英语：Rachel Melvin） 飾演 潘妮·蘋奇洛 / 芬妮·菲切爾，蘋奇洛博士的養女和菲切爾的親生女兒[8]
- 保羅·布萊克索恩（英语：Paul Blackthorne） 飾演 急診室的醫生

## 製作

### 拍攝
2013年9月4日，宣布《阿呆與阿瓜》的續集將於2013年9月24日開始拍攝。同年9月22日，主體拍攝始於亞特蘭大。2013年11月25日，丹尼爾表示拍攝已經完成。

## 音樂
該原聲帶由水塔音樂於2014年11月11日發布。太陽帝國為電影錄製了兩首新曲目，並加入2013年專輯《沙丘冰霜》中的歌曲「Alive」。

## 發行
首支預告在2014年6月10日的《吉米A咖秀》播出。預告片在首週於YouTube上的觀看次數為2,350萬次，超越其他總觀看數是2,300萬的九支預告片。國際預告片在6月25日發布。《阿呆與阿瓜：賤招拆招》的DVD及Blu-ray皆於2015年2月17日發行。

## 反響

### 評價
《阿呆與阿瓜：賤招拆招》獲得的評價以負面為主。爛蕃茄上收集的139篇專業影評文章中，僅41篇給出了「新鮮」的正面評價，「新鮮度」為29%，平均得分4.3分（滿分10分），而基於另一影評匯總網站Metacritic上的36篇評論文章，其中1篇予以好評，12篇差評，23篇褒貶不一，平均分為36（滿分100）。

### 票房
於其下檔時，《阿呆與阿瓜：賤招拆招》在北美共累積8,620萬美元的票房，其他地區8,360萬美元，全球共計1.698億美元，而該片的預算則是5,000萬美元。

#### 北美
早期的分析師預測，電影在首週末約可進帳3,000萬至3,200萬美元，而於北美的票房收入則有機率達3,600萬至4,000萬美元。電影在星期四的午夜場中進帳160萬美元，而於星期五的首映日則收穫1,420萬美元。《阿呆與阿瓜：賤招拆招》在該週於3,154家劇院的票房為38,053,000美元，平均每家劇院12,065美元。首週成績較前作《阿呆與阿瓜》的1,640萬美元（根據通貨膨脹調整後則是3,100萬美元）來得高，且該票房也使電影成為凱瑞繼2003年電影《王牌天神》（6,790萬美元）以來最高的首週末收入。

#### 北美以外
在北美以外，《阿呆與阿瓜：賤招拆招》於其首週末共進帳逾1,300萬美元。該片在首週於巴西、斯洛文尼亞、挪威、黎巴嫩、南非、冰島、克羅地亞、阿拉伯聯合酋長國及烏拉圭位居票房冠軍。波蘭、奧地利、哥倫比亞、塞爾維亞、西班牙、芬蘭及瑞典則排名第二。而於新加坡、德國、尼日利亞、荷蘭、墨西哥及埃及位居第三 。首週末票房成績最高的市場為巴西，收穫3,497,325美元。

### 榮譽
| 獎項               | 類別                     | 獲提名者                 | 參考資料 |
| ------------------ | ------------------------ | ------------------------ | -------- |
| 休斯頓影評人協會獎 | 最差電影                 | 《阿呆與阿瓜：賤招拆招》 | 提名     |
| 青少年票選獎       | 電影選擇獎：喜劇片       | 《阿呆與阿瓜：賤招拆招》 | 提名     |
| 青少年票選獎       | 電影選擇獎：喜劇片男演員 | 金·凱瑞                  | 提名     |
| 青少年票選獎       | 電影選擇獎：最佳組合     | 金·凱瑞和傑夫·丹尼爾     | 提名     |
| 女性電影評論協會獎 | 電影中最差的男性形象     | 《阿呆與阿瓜：賤招拆招》 | 獲獎     |

## 外部連結
- 官方网站
- 互联网电影数据库（IMDb）上《阿呆與阿瓜：賤招拆招》的资料（英文）
- Box Office Mojo上《阿呆與阿瓜：賤招拆招》的資料（英文）
- 爛番茄上《阿呆與阿瓜：賤招拆招》的資料（英文）
- Metacritic上《阿呆與阿瓜：賤招拆招》的資料（英文）
- AllMovie上《阿呆與阿瓜：賤招拆招》的资料（英文）